# カロル・ニェムチツキ
カロル・スタニサフ・ニェムチツキ（Karoll Stanisaw Niemczycki 、1999年7月5日 - ）は、ポーランド・クラクフ出身のプロサッカー選手。SVダルムシュタット98所属。ポジションは、ゴールキーパー。